# Fritz Ries
Fritz Ries (* 4. Februar 1907 in Saarbrücken; † 20. Juli 1977 in Frankenthal (Pfalz)) war ein deutscher Industrieller.

## Leben

### Ausbildung
Fritz Karl Ries war Sohn des Inhabers einer Möbelhandlung. Nach dem Abitur studierte er Rechtswissenschaft, erst an der Universität Köln, dann an der Universität Heidelberg, wo er 1930 promoviert wurde. Dort lernte er später u. a. Hanns Martin Schleyer in der Studentenverbindung Corps Suevia Heidelberg kennen.

### Nationalsozialismus
Zum 1. Mai 1933 trat Ries der NSDAP bei (Mitgliedsnummer 1.952.555). 1942 erhielt Ries das Kriegsverdienstkreuz.
Ries war seit 1934 persönlich haftender Gesellschafter der Flügel & Polter KG, Leipzig. Durch Arisierungen und Übernahmen erweiterte er diesen 120-Mann-Betrieb zu einem Konzern mit über 10.000 Beschäftigten und wurde dessen Hauptgesellschafter.
Alleine bei den von ihm übernommenen Betrieben der Oberschlesischen Gummiwerke in Trzebinia (Polen), damals völkerrechtswidrig annektiert und in das preußische Oberschlesien eingegliedert, beschäftigte er, laut einer Gefolgschaftsübersicht vom 30. Juni 1942, insgesamt 2.653 jüdische Zwangsarbeiter, davon 2.160 Frauen und Mädchen. Mit deren Ausbeutung stieg der Umsatz in Trzebinia um das Zwölffache. Im ebenfalls annektierten polnischen Łódź, damals "Litzmannstadt", übernahm Ries einen „arisierten“ Großbetrieb mit 15 Walzwerken. Nach eigenen Angaben sah er später den Einmarsch der Roten Armee voraus und verlagerte rechtzeitig „Maschinen für etwa RM 1,5 Millionen“ sowie „einige hunderttausend Meter Stoff“ nach Westen. Auf der Flucht setzte er sich mit einem Großteil seines liquiden Kapitals nach Westdeutschland ab. Später bestritt er, etwas aus den Wirren des Krieges gerettet zu haben.

### Firmengruppe Ries
Kurz nach Kriegsende erstand Ries das Strandhotel Köhler auf Borkum und eröffnete es mit 280 Betten neu. Später erwarb er ein weiteres Hotel in Frankenthal (Pfalz), sowie das Schloß-Hotel Rahe bei Aachen.
Anfang der 1950er Jahre meldete Ries Ansprüche als Vertriebener in Höhe von vier Millionen D-Mark an. Aufgrund des Lastenausgleichsgesetzes beantragte und erhielt er eine (teilweise) Entschädigung für seine Produktionsstätten in der SBZ. Mit dem Geld gründete er die Pfälzischen Gummiwerke in der Pfalz sowie die Badischen Plastic-Werke (heute: Samvardhana Motherson Peguform) in Baden.
Aus den Pfälzischen Gummiwerken ging die Pegulan-Werke AG in Frankenthal (Pfalz) hervor (heute: Tarkett). Ries war deren Mehrheitsaktionär und Vorstandsvorsitzender. Die Pfälzischen Gummiwerke waren besonders im Präservative-Markt sehr erfolgreich. Er war Ehrenvorsitzender des Verbands der Deutschen Bodenbelags-, Kunststoff-Folien- und Beschichtungsindustrie, Aufsichtsratsvorsitzender der Badischen Plastic-Werke in Bötzingen und Mitglied des Beirats der Commerzbank AG. Sein Corpsbruder Hanns Martin Schleyer war stellvertretender Vorsitzer des Aufsichtsrats der Pegulan-Werke AG.
Fritz Ries errichtete in der österreichischen Stadt Hartberg Anfang der 1970er-Jahre ein Teppichbodenwerk der Pegulan-Werke (ab 1977 Durmont). Der damalige steirische Landeshauptmann bemühte sich, die damals wirtschaftlich schwache Steiermark zu stärken, und warb um Ries, der in der Folge das Schloss Pichlarn in der Nähe erwarb. Er baute es zu einem Luxushotel mit Golfplatz um. Der Spiegel-Artikel „Korruption. Besuch im Schloß“ im Oktober 1972 legte nahe, dass dort die Machtübernahme der CDU geplant wurde, im Zuge derer angeblich gezielt FDP- und SPD-Politiker zum Überlaufen bestochen werden sollten. Die Affäre mit umstrittenen Persönlichkeiten wie Siegfried Zoglmann, befreundet mit CSU-Chef Franz Josef Strauß (der seinerseits mit Ries befreundet war), wurde trotz der Bemühungen von Günther Metzger und Hans Bardens nie restlos aufgeklärt, nicht zuletzt aufgrund der Zurückhaltung des damaligen CDU-Bundestagspräsidenten Kai-Uwe von Hassel.

### Politisches Engagement
Ries förderte in den Jahrzehnten nach dem Krieg systematisch Politiker der Unionsparteien. Dazu gehörten neben seinem späteren Schwiegersohn Kurt Biedenkopf auch der spätere Bundeskanzler Helmut Kohl sowie der bayerische Ministerpräsident und CSU-Vorsitzende Franz Josef Strauß, dessen Ehefrau Marianne Strauß in den 1970er Jahren eine zehnprozentige Beteiligung der Pegulan-Tochter Dyna-Plastik-Werke hielt. In Anerkennung seiner „unternehmerischen Leistung und seines Engagements für die Gesellschaft“ wurde Ries 1967 mit dem Großen Bundesverdienstkreuz ausgezeichnet.
Ries war königlich marokkanischer Honorarkonsul für die Länder Hessen und Rheinland-Pfalz.

### Sonstiges
Ries war Mitglied im Vorstand des „Verbandes der Deutschen Bodenbelags-, Kunststofffolien- und Beschichtungs-Industrie e. V.“.

### Tod
Ries gab nach wirtschaftlichen Einbußen im September 1976 seinen Vorstandsposten bei Pegulan auf. Am 20. Juli 1977 erschoss er sich in seinem Haus in Frankenthal.
Die Sanierung und erfolgreiche Weiterführung der Firmengruppe Pegulan erfolgte unter Dieter H. Vogel (später Thyssen und Aufsichtsratsvorsitzender der Bertelsmann AG) sowie Thomas Ries, dem Sohn des Gründers.

### Familie
Seine Tochter Ingrid war von 1979 bis zu dessen Tod 2021 mit Kurt Biedenkopf verheiratet.

## Kritische Aufarbeitung
Bernt Engelmann hat erstmals 1974 in seinem Dokumentarroman Großes Bundesverdienstkreuz die Karriere von Fritz Ries im Nationalsozialismus und in der Nachkriegszeit öffentlich gemacht. Ries klagte gegen Engelmann, der jedoch keine der Aussagen des Romans widerrufen musste. Engelmann erhob im Gegenzug Klage gegen Ries, und zwar auf Feststellung der Richtigkeit all jener Punkte, auf die es ihm ankam. Von den am Ende 42 strittigen Tatsachenbehauptungen sahen die Richter vierzig als voll erwiesen an, während bei zweien der Wahrheitsbeweis nicht erbracht werden konnte. Bereits zu Prozessbeginn gab der Vorsitzende Richter zu erkennen, dass Ries wohl den Vorwurf hinnehmen müsse, er sei der Unternehmer gewesen, der im NS-Reich jüdische Betriebe arisiert habe, dem es gelungen sei, Vermögenswerte in den Westen zu bringen, und dem es gelungen sei, im Nachkriegsdeutschland abermals zum erfolgreichen Unternehmer aufzusteigen. Beachtung fand auch die Aussage von Ries, dass er sein damaliges Verhalten moralisch nicht für verwerflich halte.
Vor der 10. Zivilkammer des Frankenthaler Landgerichts war nahezu gleichzeitig in einem Rechtfertigungsverfahren zu prüfen, ob die einstweilige Verfügung von Ries gegen die Sozialistische Deutsche Arbeiterjugend zu Recht ergangen war. Ein Plakat der SDAJ hatte behauptet, Ries habe über Helmut Kohl gesagt: „Auch wenn ich ihn nachts um drei anrufe, muß er springen.“ Nach Aussage von Ries’ Schwiegersohn Herbert Krall, der samt seiner Ehefrau, Ries’ Tochter Monika, bereit war, gegen Ries in den Zeugenstand zu treten, hatte Ries den CDU-Chef auch noch ganz anders bewertet: als „Hauspolitiker“ der eigenen Firma, als „Proleten, den man freilich nötig hat“.

## Auszeichnungen
Ries erhielt 1972 das Große Bundesverdienstkreuz mit Stern.
In Kirchberg gab es eine „Dr.-Fritz-Ries-Straße“, die aber nach einem Beschluss des Gemeinderates von Dezember 2011 den Namen von Otto Hahn trägt. Die „Dr.-Fritz-Ries-Straße“ in Bötzingen, dem Sitz einer von Ries’ Firmen, wurde ebenfalls umbenannt. Engelmanns Roman Großes Bundesverdienstkreuz, für dessen Leistung der ehemalige Präsident des Oberlandesgerichts Stuttgart Richard Schmid den Autor selbst für das Bundesverdienstkreuz vorschlug, erscheint immer noch unverändert. Er inspirierte Nico Hofmann zu seinem mehrfach ausgezeichneten Film Land der Väter, Land der Söhne (1988).